# Aire urbaine de Vervins
L'aire urbaine de Vervins est une aire urbaine française, constituée autour de la ville de Vervins
Elle a été créée en 2010 lors de la redéfinition des aires urbaines par l'Insee. Elle comprend sept communes, dont deux correspondent à l'unité urbaine de Vervins. En 2022, ses 4 526 habitants faisaient d'elle la 615e des aires urbaines françaises.
En 2020, l'Insee définit un nouveau zonage d'étude : les aires d'attraction des villes. L'aire d'attraction de Vervins remplace désormais son aire urbaine, avec un périmètre différent.

## Caractéristiques
D'après la définition qu'en donne l'Institut national de la statistique et des études économiques (INSEE), l'aire urbaine de Vervins constitue une « petite aire », c'est-à-dire « un ensemble de communes, d'un seul tenant et sans enclave, constitué par un pôle (unité urbaine) de 1 500 à 5 000 emplois, et par des communes rurales ou unités urbaines dont au moins 40 % de la population résidente ayant un emploi travaille dans le pôle ou dans des communes attirées par celui-ci ».
D'après la délimitation de l'INSEE en 2010, l'aire urbaine de Vervins est composée de 7 communes, toutes situées dans le département de l'Aisne.
Elle inclut l'unité urbaine de Vervins, pôle urbain de l'aire urbaine avec 2 communes, et les communes de Gercy, de Harcigny, de Hary, de Landouzy-la-Cour et Thenailles.
En 2022, elle comptait 4 526 habitants pour 81,58 km2, soit une densité d'environ 56 hab./km2.

## Les 7 communes de l'aire
Les 7 communes de l'aire urbaine de Vervins et leur population municipale en 2022 :
| Code Insee | Nom                  | Type             | Superficie (km2) | Population (hab.) | Densité (hab./km2) |
| ---------- | -------------------- | ---------------- | ---------------- | ----------------- | ------------------ |
| 02321      | Fontaine-lès-Vervins | Pôle urbain      | 19,74            | 866               | 43,9               |
| 02341      | Gercy                | Couronne urbaine | 6,33             | 258               | 40,8               |
| 02369      | Harcigny             | Couronne urbaine | 7,57             | 243               | 32,1               |
| 02373      | Hary                 | Couronne urbaine | 11,04            | 196               | 17,8               |
| 02404      | Landouzy-la-Cour     | Couronne urbaine | 10,12            | 168               | 16,6               |
| 02740      | Thenailles           | Couronne urbaine | 16,43            | 221               | 13,5               |
| 02789      | Vervins              | Pôle urbain      | 10,35            | 2 574             | 248,7              |

## Évolution démographique
| 1968  | 1975  | 1982  | 1990  | 1999  | 2010  | 2015  |
| ----- | ----- | ----- | ----- | ----- | ----- | ----- |
| 5 019 | 4 938 | 4 774 | 4 826 | 4 732 | 4 841 | 4 609 |